# Carles Magraner

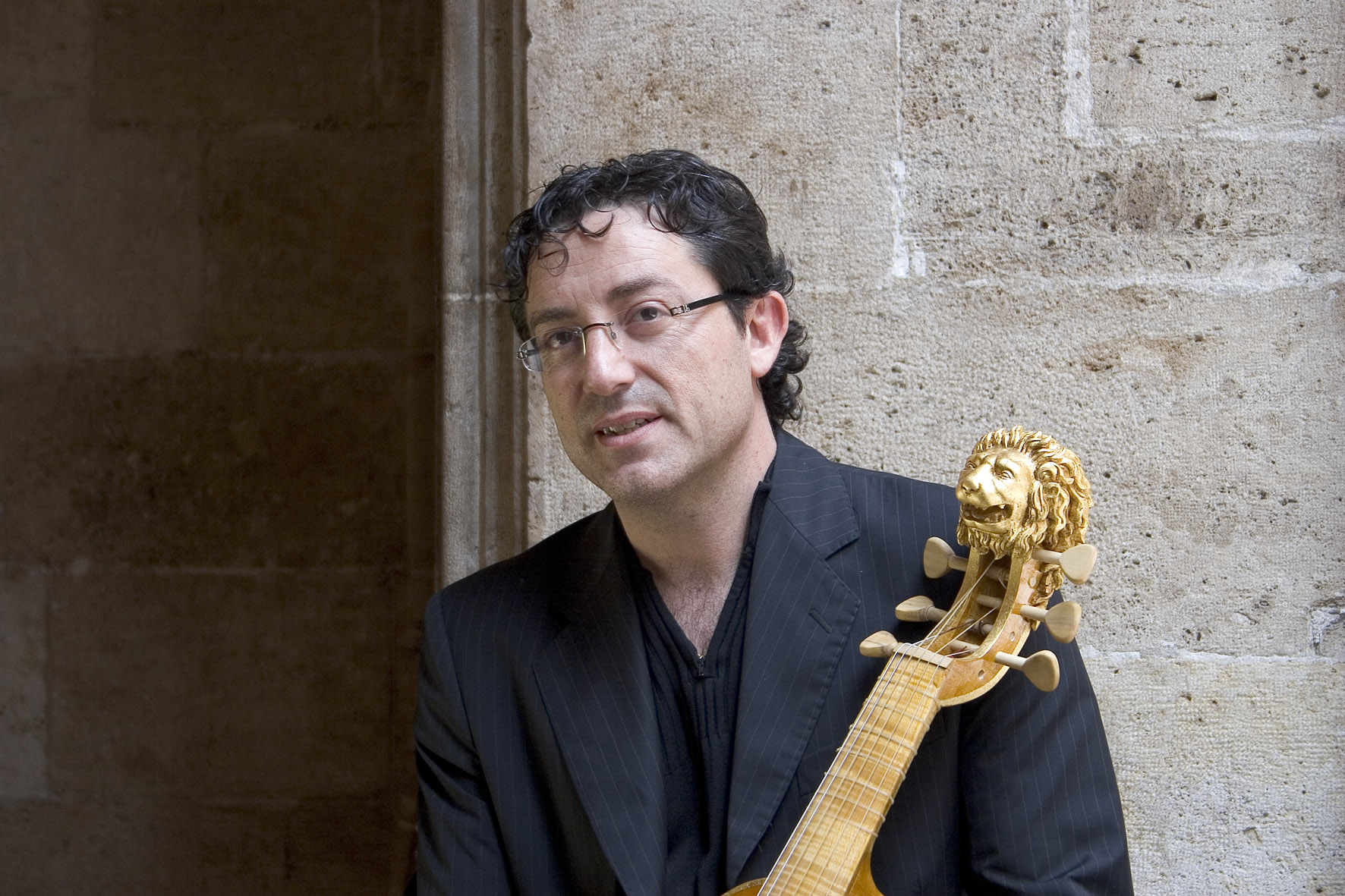
Carles Magraner 2006

Carles Magraner Moreno (* 16. November 1962 in Almussafes, Provinz Valencia) ist ein valencianisch-spanischer Violoncellist, Musikwissenschaftler, Professor für Violoncello und Viola da gamba und Fachmann für Alte Musik. Er wurde insbesondere als Gründer und Leiter der auf Alte Musik spezialisierten valencianischen Capella de Ministrers bekannt.

## Leben und Werk
Nach Abschluss einer ersten Musikausbildung in seiner Heimatstadt Almussafes studierte Carles Magraner an den Konservatorien von Carcaixent und Valencia. Anschließend studierte er Cello und Bogenbratsche in Toulouse und Amsterdam. Darüber hinaus besuchte er zahlreiche Seminare zur Musik des Mittelalters, der Renaissance und des Barock (unter anderem bei Francesc Bonastre, Miquel Querol und Maricarmen Gómez Muntané). Carles Magraner erwarb sich einen Master in Musik mit Schwerpunkt Alte Musik und einen Doktor der Musik von der Polytechnischen Universität Valencia.
Carles Magraner arbeitete intensiv mit dem Orquestra Barroca de Xàtiva und dem Orquesta Barroca Española zusammen. Von der Universität Salamanca erhielt er ein Stipendium für die Gründung des Barockorchesters dieser Universität. Er leitete mehrere Instrumental- und Gesangsgruppen wie den Cor de la Generalitat Valenciana und das Millennium Viola da Gamba Quartett. Er wirkte leitend bei den Festivals Mare Nostrum des Centre Cultural La Beneficència de València, Música, Història i Art (Internationales Festival für Alte Musik) in Valencia und Música Antiga en el Palau de l'Abat in La Valldigna. Trotz all dieser beachtlichen beruflichen Stationen wurde Carles Magraner vor allem durch die Zusammenarbeit mit dem auf Alte Musik spezialisiertem Ensemble Capella de Ministrers bekannt. Er hatte dieses Ensemble 1987 in Valencia gegründet. Er spielte mit diesem Ensemble über 40 Tonträger ein und gab mit ihm seit 1987 mehr als 1500 Konzerte unter anderem bei renommierten nationalen und internationalen Festivals. Magraners Aufnahmen des katalanischen Cant de la Sibil·la wurde Teil des Soundtracks des Films Son de Mar des katalanischen Regisseurs Bigas Luna.
In der Musikwissenschaft arbeitete er eng mit anderen Musikwissenschaftlern und Erforschern des Mittelalters wie Maricarmen Gómez Muntané (UAB) und Josemi Lorenzo zusammen. Zahlreiche spanische und katalanische mittelalterliche Musikstücke konnten so rekonstruiert werden. Seine Studien zur barocken valencianischen Musik führten zu Aufnahmen und Veröffentlichungen von Werken von Matías Navarro, José Gil Pérez, den Troubadours der Krone von Aragón und Alfons dem Großmütigen.
Carles Magraner hielt zahlreiche musikalische Fachvorträge an Universitäten und Forschungseinrichtungen. Sein Wissen als Interpret gab er in Kursen an Musikschulen und Konservatorien weiter. Seit 2010 wirkt Magraner als Fachprofessor für Alte Musik am Konservatorium von Castellón.
In den Jahren 1988 und 1989 gewann Carles Magraner den Preis für Kreativität in der Musik der Universität Valencia und den Preis für junge Künstler des spanischen Kulturministeriums. 2004 wurde er mit dem Bürgerpreis seiner Heimatstadt Almussafes ausgezeichnet.